# Stockholms läns västra domsagas valkrets
Stockholms läns västra domsagas valkrets (i valen 1866-1869 kallad Ärlinghundra, Seminghundra, Långhundra och Vallentuna domsagas valkrets) var vid riksdagsvalen till andra kammaren 1866-1908 en egen valkrets med ett mandat. Valkretsen, som omfattade Ärlinghundra, Seminghundra, Långhundra och Vallentuna härader, avskaffades vid införandet av proportionellt valsystem i valet 1911 och uppgick då i Stockholms läns norra valkrets.

## Riksdagsmän
- Laurentius Öhlin (1867-1875)
- Sigge Ljunggren (1876-1884), c 1881, lmp 1884
- Gustaf Fredrik Östberg (1885-1896), nya lmp 1888-1894, lmp 1895-1896
- Carl Cederström (1897-1899), lmp
- Wilhelm Lundin (1900-1911), lmp

## Valresultat
| Partier | Partier              |
| ------- | -------------------- |
|         | Lantmannapartiet     |
|         | Nya lantmannapartiet |

| Val    | Vald riksdagsman | Vald riksdagsman               | Röster | Röster | Närmaste kandidat/er   | Närmaste kandidat/er         | Röster                 | Röster                 | Giltiga röster | VDT    |
| Val    | Vald riksdagsman | Vald riksdagsman               | Antal  | Andel  | Närmaste kandidat/er   | Närmaste kandidat/er         | Antal                  | Andel                  | Giltiga röster | VDT    |
| ------ | ---------------- | ------------------------------ | ------ | ------ | ---------------------- | ---------------------------- | ---------------------- | ---------------------- | -------------- | ------ |
| 1872   |                  | Laurentius Öhlin               | 17     | 58,6%  | ?                      | ?                            | 11                     | 37,9%                  | 29 av 32       | 24,4%* |
| 1875   |                  | Sigge Ljunggren                | 23     | 74,2%  | ?                      | ?                            | 8                      | 25,8%                  | 31 av 32       | 20,2%* |
| 1878   |                  | Sigge Ljunggren                | 17     | 54,8%  | ?                      | ?                            | 14                     | 45,2%                  | 31 av 31       | 17,4%* |
| 1881   |                  | Sigge Ljunggren                | 16     | 50,0%  | ?                      | ?                            | 10                     | 31,3%                  | 32 av 33       | 27,4%* |
| 1884   |                  | Gustaf Fredrik Östberg         | 22     | 66,7%  | ?                      | ?                            | 6                      | 18,2%                  | 33 av 33       | 16,5%* |
| 1887 V |                  | Gustaf Fredrik Östberg (prot.) | 27     | 87,1%  |                        | Rudolf Hennings (frih.)      | 4                      | 12,9%                  | 31 av 31       | 36,1%* |
| 1887 H |                  | Gustaf Fredrik Östberg         | 29     | 96,7%  |                        | Rudolf Hennings (frih.)      | 1                      | 3,3%                   | 30 av 31       | 20,7%* |
| 1890   |                  | Gustaf Fredrik Östberg         | 19     | 61,3%  |                        | Karl Gustaf Nisbeth (frih.)  | 12                     | 38,7%                  | 31 av 31       | 22,2%* |
| 1893   |                  | Gustaf Fredrik Östberg         | 29     | 100%   | Valet skedde enhälligt | Valet skedde enhälligt       | Valet skedde enhälligt | Valet skedde enhälligt | 29 av 31       | 21,8%  |
| 1896   |                  | Carl Cederström (prot.)        | 17     | 56,7%  |                        | Wilhelm Lundin (prot.)       | 7                      | 23,3%                  | 30 av 32       | 19,7%* |
| 1896   |                  |                                |        |        |                        | Wilhelm Lindblom             | 4                      | 13,3%                  | 30 av 32       | 19,7%* |
| 1899   |                  | Wilhelm Lundin                 | 18     | 56,3%  |                        | Axel Wachtmeister (prot.)    | 14                     | 43,7%                  | 32 av 32       | 18,1%* |
| 1902   |                  | Wilhelm Lundin                 | 31     | 100%   | Valet skedde enhälligt | Valet skedde enhälligt       | Valet skedde enhälligt | Valet skedde enhälligt | 31 av 31       | 17,1%* |
| 1905   |                  | Wilhelm Lundin                 | 24     | 80,0%  | ?                      | ?                            | 4                      | 13,3%                  | 30 av 31       | 14,6%* |
| 1908   |                  | Wilhelm Lundin                 | 386    | 83,9%  |                        | Albin Julius Berglund (lib.) | 73                     | 15,9%                  | 460            | 41,8%  |

- (*) avser att valdeltagandet var vid val av elektorer.
- Då elektorsval tillämpades avser de totala antalet elektorer under "giltiga röster" även elektorer som inte röstade.